# Erna Kelm

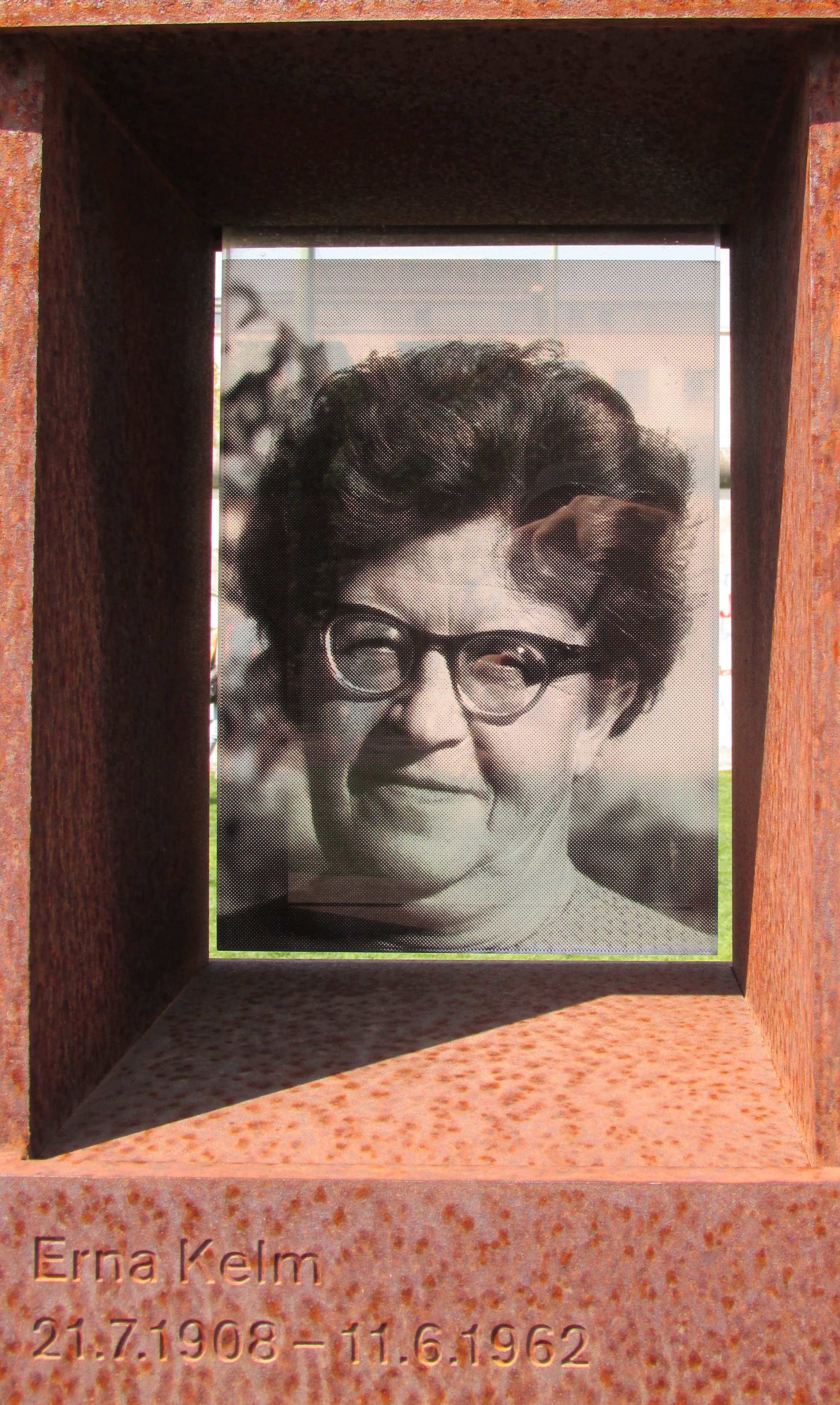
Erna Kelm im Fenster des Gedenkens der Gedenkstätte Berliner Mauer

Erna Kelm (* 21. Juli 1908 in Frankfurt an der Oder; † 11. Juni 1962 in Berlin) war ein Todesopfer an der Berliner Mauer. Im Alter von 53 Jahren ertrank sie bei einem Fluchtversuch aus der DDR in der Havel, über die sie nach West-Berlin schwimmen wollte.

## Leben
Erna Kelm wurde 1908 in Frankfurt an der Oder geboren. Sie hatte mindestens zwei Kinder. Im Alter von 39 Jahren ging sie 1947 ohne Erlaubnis von Potsdam nach Lübeck, um dort als Krankenschwester zu arbeiten. Ein Jahr später, 1948, zog sie nach West-Berlin weiter und nahm eine Anstellung als Schwesternhelferin in einem Kinderheim an. Durch ihre Besuche bei ihren in Potsdam lebenden Kindern wurde sie verdächtigt, bei einem Geheimdienst zu arbeiten, was zu einer Vernehmung im Dezember 1953 führte. Anschließend zog sie zurück nach Sacrow (Potsdam). Dort arbeitete sie zuletzt als Heimleiterin.
Ein Angler fand ihre Leiche am Morgen des 11. Juni 1962 bei Berlin-Zehlendorf in der Havel treibend. Unter ihrer Kleidung trug sie einen Schwimmgürtel und in einem wasserdichten Beutel ihre Dokumente. Die Grenze verlief am Fundort in der Mitte des Flusses und trennte Berlin-Zehlendorf von Sacrow. Die Ermittlungen der West-Berliner Polizei endeten mit dem Ergebnis, dass Erna Kelm bei einem Fluchtversuch ertrank und kein Fremdverschulden vorlag. Ihr Leichnam wurde auf Antrag der Angehörigen nach Potsdam überstellt. In West-Berlin gab es mehrere Presseberichte über ihren Tod, die jedoch in der allgemeinen Berichterstattung zur damaligen politischen Lage weniger Aufmerksamkeit erhielten. Erna Kelm wurde in die amtliche Liste der Todesopfer an der Berliner Mauer aufgenommen und in einer Broschüre des Bundesministeriums für gesamtdeutsche Fragen anlässlich des ersten Jahrestags des Mauerbaus genannt.